# Neoxabea
Neoxabea is een geslacht van rechtvleugeligen uit de familie krekels (Gryllidae). De wetenschappelijke naam van dit geslacht is voor het eerst geldig gepubliceerd in 1906 door Kirby.

## Soorten
Het geslacht Neoxabea omvat de volgende soorten:
- Neoxabea astales Walker, 1967
- Neoxabea bipunctata De Geer, 1773
- Neoxabea brevipes Rehn, 1913
- Neoxabea enodis Walker, 1967
- Neoxabea femorata Walker, 1967
- Neoxabea formosa Walker, 1869
- Neoxabea lepta Walker, 1967
- Neoxabea meridionalis Bruner, 1916
- Neoxabea obscurifrons Bruner, 1916
- Neoxabea quadrula Walker, 1967
- Neoxabea trinodosa Hebard, 1928